# Ornithogalum chionophilum
Ornithogalum chionophilum är en sparrisväxtart som beskrevs av Jens Holmboe. Ornithogalum chionophilum ingår i släktet stjärnlökar, och familjen sparrisväxter. Inga underarter finns listade i Catalogue of Life.